# Incidente de la cápsula radioactiva en Australia
Entre el 10 y el 16 de enero de 2023, una cápsula radiactiva que contenía cesio-137 desapareció de un camión en Australia Occidental, Australia. La cápsula estaba siendo transportada desde la mina de mineral de hierro Gudai-Darri de Rio Tinto cerca de Newman a un depósito en el suburbio de Perth en Malaga. El Departamento de Bomberos y Servicios de Emergencia anunció al público el 27 de enero que la cápsula había desaparecido. Fue descubierta al costado de la carretera cerca de Newman el 1 de febrero.

## La cápsula
La cápsula es de 6 x 8 mm (0,2 x 0,3 plg) de tamaño y se utiliza como parte de un sensor de nivel nucleónico en el circuito de trituración en la extracción de mineral de hierro. La cápsula contiene una fuente cerámica de cesio-137 que emite 19 gigabequerelios.

## Cronología
El 10 de enero de 2023, la cápsula se embaló para realizar trabajos de reparación en Perth.
Entre el 11 y el 14 de enero, la cápsula salió de la mina Gudai-Darri de Rio Tinto para ser transportada. El paquete que contenía la cápsula llegó a Perth el 16 de enero y fue descargado y colocado en un lugar seguro. El paquete se desempacó para su inspección el 25 de enero, cuando se reportó que faltaba uno de los cuatro pernos de montaje y todos los tornillos del indicador, y también faltaba la cápsula. Las autoridades supusieron que el cerrojo se había soltado debido a las vibraciones durante el viaje, y luego la cápsula había caído por el orificio del cerrojo.
En la tarde del 25 de enero, el Departamento de Bomberos y Servicios de Emergencia (DFES) fue notificado de la cápsula desaparecida por la Fuerza de Policía de Australia Occidental.
El Director de Salud de Australia Occidental, Andrew Robertson, realizó una conferencia de prensa de emergencia y el DFES emitió una «advertencia de salud pública urgente» el 27 de enero. Se advirtió a los miembros del público que mantuvieran una distancia segura de cinco metros si encontraban la cápsula, y se pidió a los conductores que habían utilizado recientemente la Gran Carretera del Norte que revisaran las llantas de sus vehículos en caso de que se atascara en la banda de rodadura.
Se llevó a cabo una búsqueda después de que se informara la desaparición de la cápsula, con más de 100 personas involucradas. Las agencias que ayudaron en la búsqueda incluyeron la Agencia Australiana para la Seguridad Nuclear y Protección contra la Radiación, la Policía de Australia Occidental, el DFES y la Organización Australiana de Ciencia y Tecnología Nuclear.
La cápsula fue encontrada el 1 de febrero, 74 kilómetros (46,0 mi) al sur de Newman por un equipo de búsqueda en un vehículo viajando a 70 kilómetros por hora (43,5 mph). La presencia se notó cuando el equipo de detección captó la radiación emitida por la cápsula.

## Respuestas
El primer ministro de Australia Anthony Albanese ha criticado la baja sanción por la pérdida de materiales radiactivos en Australia Occidental. Según la Ley de Regulaciones de Seguridad Radiológica, la sanción máxima por no almacenar, empacar y transportar materiales radiactivos de manera segura es una multa de $ 1000. El Gobierno de Australia Occidental ha declarado que revisará las sanciones por el mal manejo de materiales radiactivos, pero cualquier cambio no será retroactivo. Rio Tinto se ha ofrecido a pagar los costos de búsqueda.
Los medios y las autoridades han comparado la búsqueda y posterior recuperación de la cápsula con encontrar una «aguja en un pajar».